# Scarabaeus satyrus
Scarabaeus satyrus es una especie de escarabajo del género Scarabaeus, familia Scarabaeidae. Fue descrita científicamente por Boheman en 1860.
Habita en la región afrotropical (Etiopía, Somalia, Namibia, Botsuana, provincia de Transvaal, Ciudad del Cabo, Estado Libre de Orange).

## Navegación
En un estudio realizado por Marie Dacke publicado en la revista Current Biology, se informa que los investigadores han descubierto que los escarabajos de esta especie utilizan el brillo brillante de la Vía Láctea para  navegar durante las operaciones nocturnas.  Se sabe que los vertebrados como los humanos, las aves y las focas navegan de esta manera, pero este podría ser el primer insecto que se descubre que hace lo mismo.  Experimentos anteriores mostraron que estos escarabajos son capaces de guiarse por la luz del Sol, la Luna y la luz polarizada que emana de estas fuentes de luz.  Fue su capacidad para mantener el rumbo en las noches claras sin luna lo que desconcertó a los investigadores.  Los escarabajos fueron llevados al Planetario de Johannesburgo donde se podía controlar la apariencia del cielo aparente.  Para asegurarse de que no estuvieran usando señales en el horizonte, se colocaron en un contenedor con paredes ennegrecidas.  Los escarabajos navegaban mejor cuando estaban expuestos a un cielo estrellado despejado, pero se las arreglaban igualmente bien cuando solo era visible la banda difusa de la Vía Láctea.  Es indudable que muchos otros animales hacen uso de técnicas similares, siendo posibles candidatos algunas ranas, murciélagos, polillas y arañas.